# DR Historie
|  | Sammenskrivningsforslag Artiklerne DR, DR Historie er foreslået sammenskrevet. (Siden februar 2013) Diskutér forslaget |

DR Historie omfatter en række radioprogrammer på P1 og mellem 40 og 50 dokumentarprogrammer årligt til DR1 og især DR2. Oftest er det serier om emner indenfor politik og kultur – eksempelvis om efterretningstjenesterne, rockens historie, mellemkrigstiden mm. Også internationale co-produktioner om bl.a. Murens fald er en del af området.